# Vuelo 390 de TACA
El vuelo 390 de TACA fue un Airbus A320 que se accidentó en el Aeropuerto Internacional Toncontín, en Tegucigalpa, Honduras el 30 de mayo de 2008. Llevaba 124 personas a bordo.

## Aeronave y tripulación
La aeronave era un Airbus A320-233 (matrícula EI-TAF, c/n 1374). Fue construido en 2000 y entró en servicio con TACA en 2001. La aeronave fue arrendada dos veces a Cubana de Aviación entre 2001 y 2007 respectivamente y por un tiempo tuvo la librea de Martinair cuando operaba en la misma.

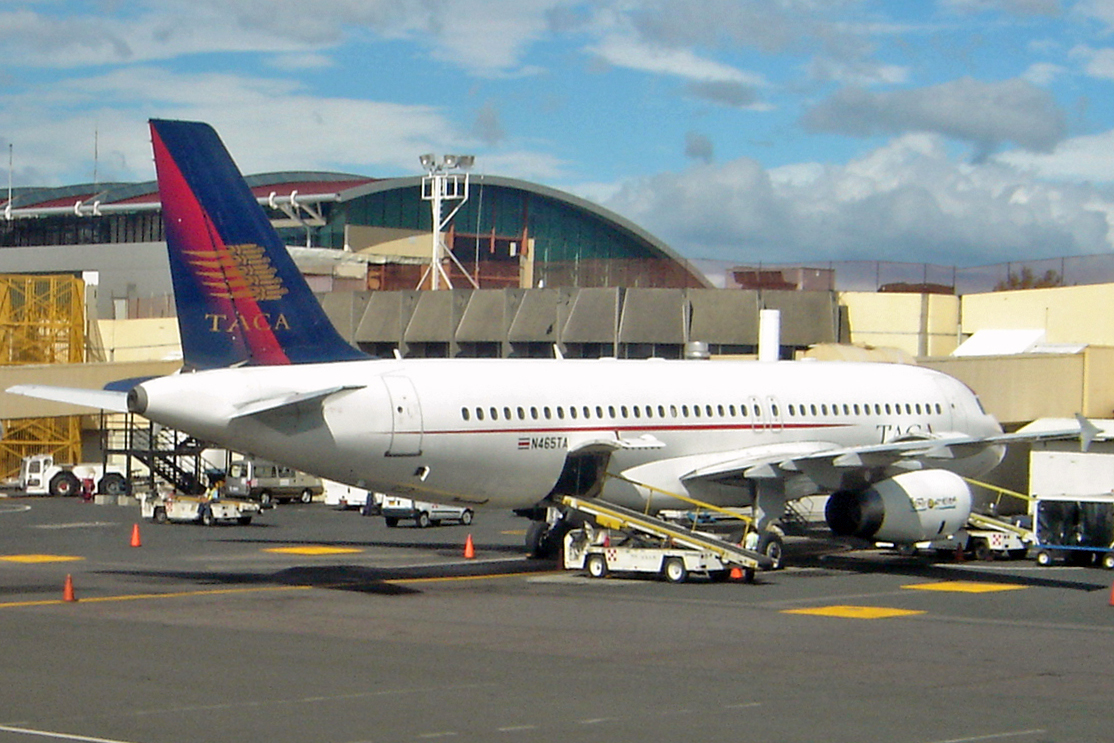
El aparato en servicio con TACA, fotografiado el 15 de enero de 2005 en San José

La tripulación de vuelo estuvo integrada por los salvadoreños Capitán Cesare Edoardo D'Antonio Mena (40) y el Primer Oficial Juan Rodolfo Artero Arévalo (26). Todos los miembros de la tripulación de cabina que operaban en el vuelo eran hondureños. El Capitán D'Antonio tuvo 11.899 horas de vuelo, incluidas 8.514 horas en el Airbus A320, y el primer oficial Artero tuvo 1.607 horas, 250 de ellas en el Airbus A320. Ambos pilotos tenían experiencia previa en aterrizar en el Aeropuerto Internacional de Toncontín; el capitán D'Antonio había aterrizado en el aeropuerto 52 veces y el primer oficial Artero había aterrizado allí 5 veces.

## Accidente
La aeronave partió de San Salvador con dirección a Miami con escalas previstas en Tegucigalpa -donde sufrió el accidente a las 9:45 de la mañana (hora local)- y San Pedro Sula.
El avión al parecer duró dos horas sobrevolando el aeropuerto Toncontín, la investigación hecha por Aeronáutica Civil de El Salvador y expertos entendidos en la materia concluyeron que un error de procedimiento del piloto (quien hizo dos intentos fallidos de aterrizaje) ocasionaron que el avión se deslizara y estrellara, debido a que la aeronave tocó suelo pasando la mitad de la pista, acortando así la distancia necesaria para el frenado. 
A criterio de algunos expertos en materia de aeronavegación el avión bien pudo detenerse, pero la pista estaba mojada, lo que sumó otro factor contribuyente a que el avión pasara de largo el final de la pista, hasta que cayó en un desnivel y se estrelló contra varios automóviles que se encontraban en la avenida cercana al aeropuerto. Hubo 6 personas fallecidas: el presidente del Banco Centroamericano de Integración Económica (BCIE) Harry Brautigam (por paro cardiorrespiratorio), Fidel Zurita Cuadros, Jeanne Chantal Neele (esposa de Brian Michael Fraser Neele, embajador brasileño en Honduras quien resultó herido en el accidente), el piloto capitán Césare Edoardo D'Antonio Mena, y un taxista con su pasajero en uno de los tres autos accidentados.
El presidente de Honduras ordenó cerrar el Aeropuerto Internacional Toncontín para operaciones aéreas internacionales, por lo que las aerolíneas Continental Airlines, American Airlines, Copa Airlines, entre otras, tuvieron que utilizar el Aeropuerto Internacional Ramón Villeda Morales de San Pedro Sula, Honduras que se ubica a 270 kilómetros de Tegucigalpa. Meses más tarde el aeropuerto fue reabierto para vuelos internacionales debido a la presión de diversos sectores nacionales que se oponían al cierre del aeropuerto porque se debía a las presiones de la aerolínea propietaria del avión, la que desde el inicio (y hasta la fecha) culpa al aeropuerto del accidente y no reconocen que hubo errores del piloto al desconocer procedimientos de aproximación a la pista en condiciones climáticas desfavorables.
Las autoridades de Honduras delegaron la investigación del accidente a la Autoridad de Aviación Civil de El Salvador según el Convenio sobre Aviación Civil Internacional.

## Investigación
Las autoridades hondureñas delegaron la investigación del accidente a la Autoridad Aeronáutica Civil de El Salvador según el Convenio sobre Aviación Civil Internacional. El informe del accidente indicó que el avión había aterrizado con un viento de cola de 12 nudos (22 km/h; 14 mph), a 400 metros (1300 pies) del extremo de aproximación desplazado de la pista. Dado que esta era la primera parada intermedia en un vuelo transcontinental largo, la aeronave estaba cerca de su límite superior de peso de aterrizaje (63,5 t frente a 64,5 t máximo permitido). Además, la pista estaba mojada, por el paso de la Tormenta Tropical Alma.
The Aviation Herald recuperó una copia del informe final en 2017. El informe en sí no se ha hecho público. La Autoridad de Aviación Civil concluyó que la causa del accidente fue la decisión inapropiada de la tripulación de vuelo de continuar el aterrizaje a pesar de no evaluar las condiciones de la pista, que no siguió los procedimientos operativos estándar. La falta de ranuras en la pista y el aterrizaje de la aeronave a una velocidad de 160 nudos (180 mph; 300 km/h) también fueron factores contribuyentes.